# Loftsárhnúkur
Loftsárhnúkur är ett berg i republiken Island. Det ligger i regionen Suðurland, 210 km öster om huvudstaden Reykjavík. Toppen på Loftsárhnúkur är 768 meter över havet.
Trakten runt Loftsárhnúkur är nära nog obefolkad, med mindre än två invånare per kvadratkilometer. Det finns inga samhällen i närheten. Trakten runt Loftsárhnúkur är ofruktbar med lite eller ingen växtlighet.